# Subiasella septentrionalis
Subiasella septentrionalis är en kvalsterart som först beskrevs av K. Fujikawa 2003.  Subiasella septentrionalis ingår i släktet Subiasella och familjen Oppiidae. Inga underarter finns listade i Catalogue of Life.